# Jeff Kahn
Jeffry Ned Kahn (1950) è un matematico statunitense, conosciuto per i suoi contributi in combinatoria.
Nel 1993, insieme a Gil Kalai, ha confutato la congettura di Borsuk. Ha ricevuto il Premio Pólya nel 2004.